# Mascali
Máscali es una ciudad siciliana de casi 12.000 habitantes de la Provincia de Catania, Sicilia, Italia. 

## Historia

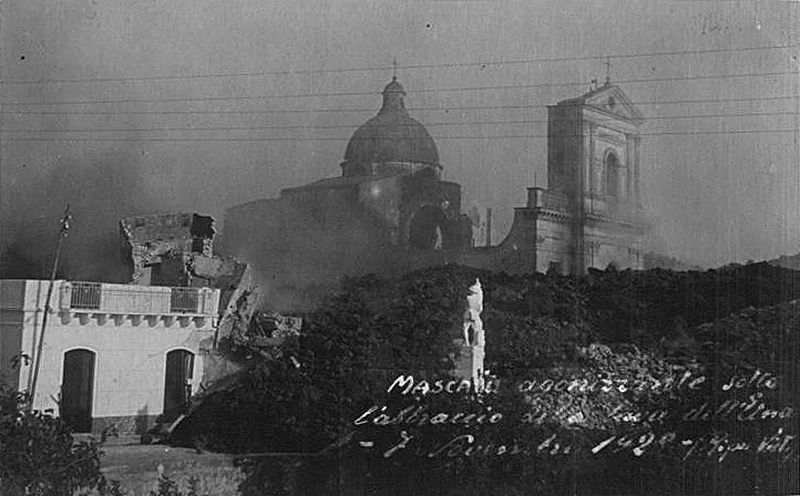
La destrucción de Máscali de 1928.

A pesar de sus antiguos orígenes, ya no queda nada del viejo centro histórico de Máscali tras ser completamente destruido por una erupción volcánica del Etna en 1928.
Desde el siglo XVI la ciudad fue sede de un condado, cuyos dueños eran los obispos de Catania. En su territorio nacieron y se desarrollaron nuevos e importantes centros urbanos como Giarre y Riposto.

## Turismo

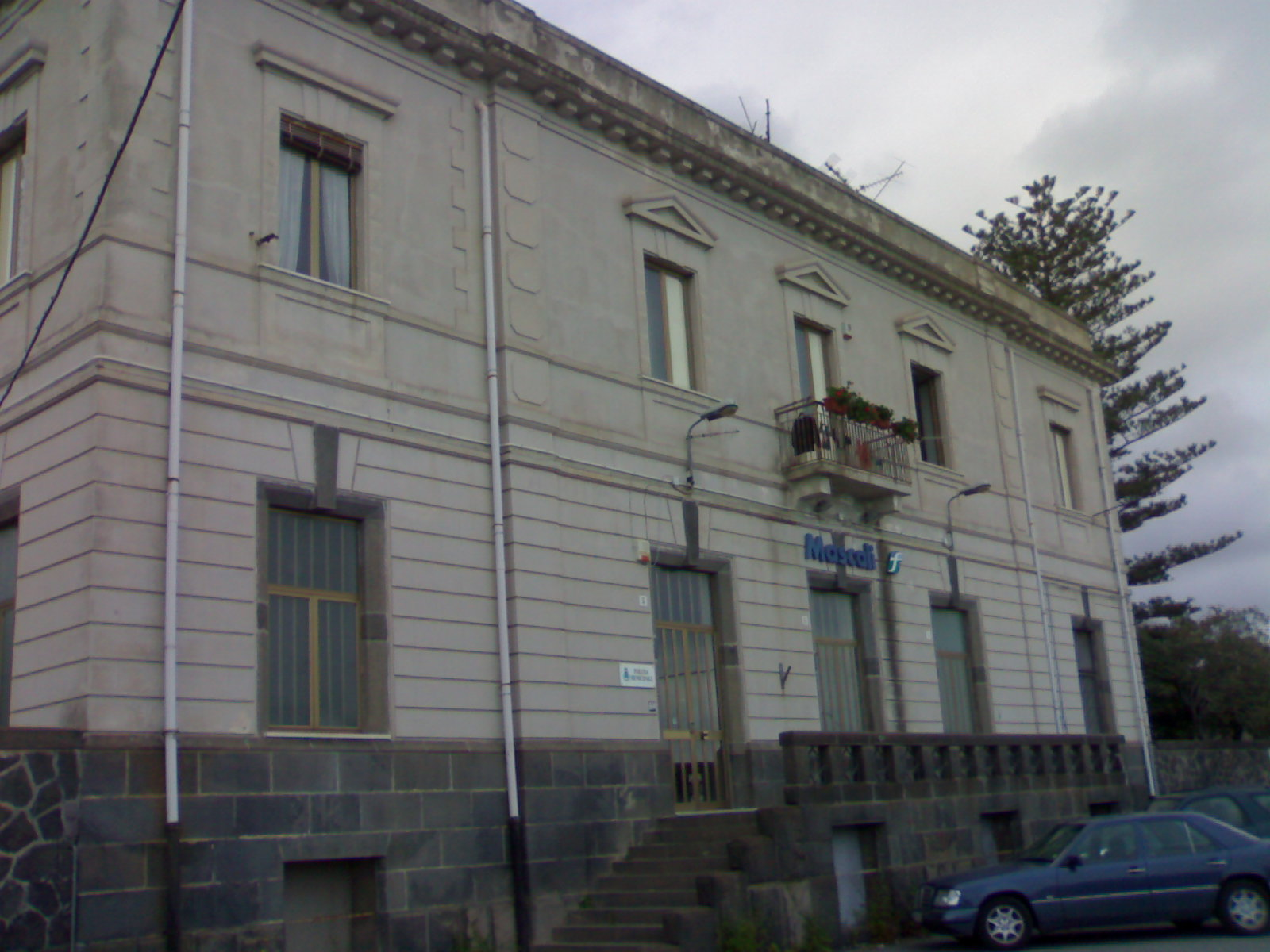
Antigua estación de tren de Mascali en la actualidad.

El turismo es principalmente en verano. Durante el verano las playas del pueblo de Fondachello son invadidas por los turistas, y en la plaza principal alberga muchos eventos interesantes. Cada año, el día 1 de noviembre, se lleva a cabo la feria de ganado de Mascali.

## Transporte
La estación de tren de Mascali se convirtió en parte en un cuartel de policía.

## Evolución demográfica
| Gráfica de evolución demográfica de Mascali entre 1861 y 2001 |
|                                                               |
| Fuente ISTAT - elaboración gráfica de Wikipedia               |

- Datos: Q478378
- Multimedia: Mascali / Q478378

1. ↑  «Codici Catastali». Comuni-italiani.it (en italiano). Consultado el 29 de abril de 2017.